# Encomienda sanjuanista

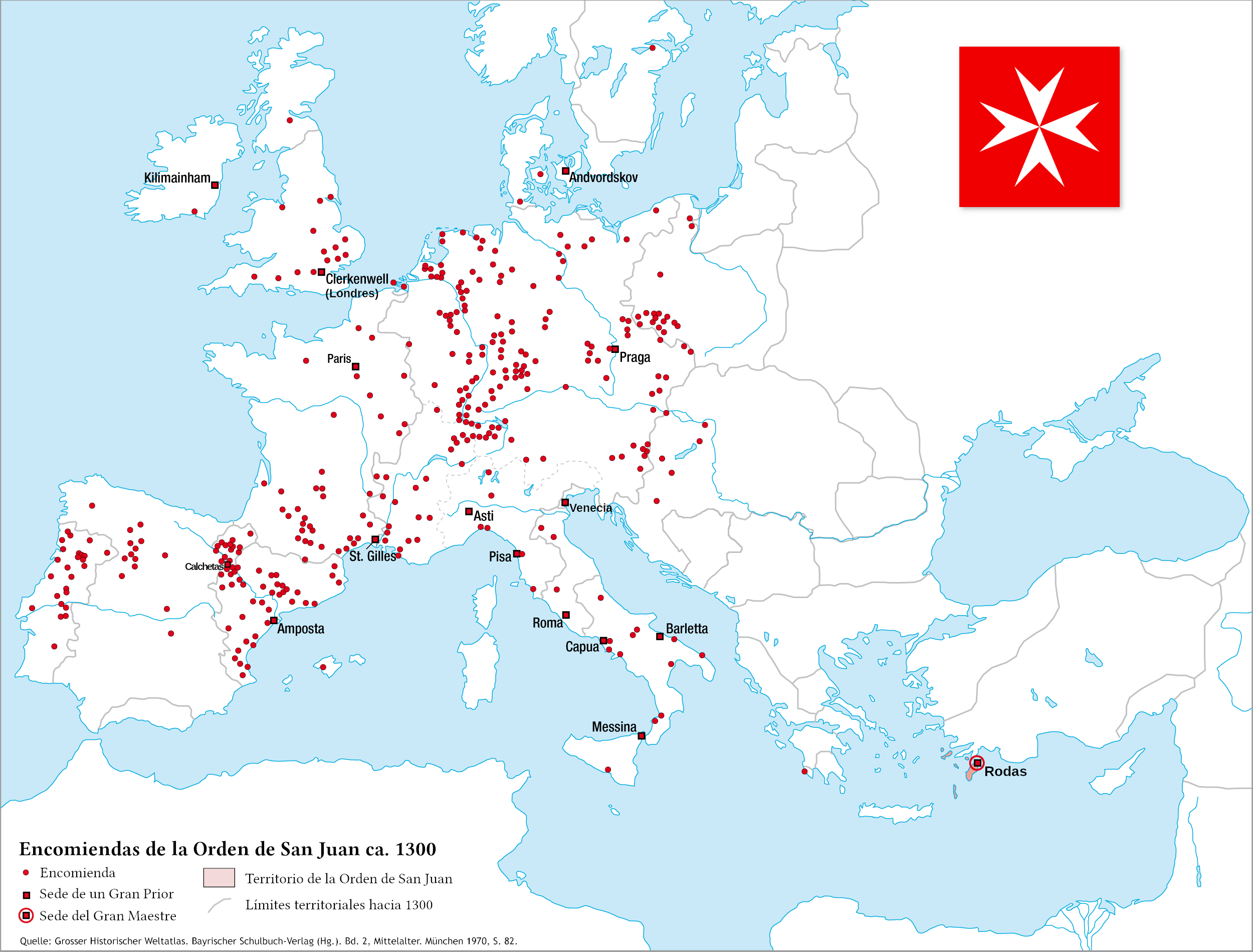
Encomiendas de la Orden de San Juan en Europa 1300.

Las encomiendas hospitalarias son tenencias territoriales de la Orden de San Juan de Jerusalén.
Habitualmente eran consecuencia de una donación hecha por un monarca o señor, por motivos religiosos, pero también procedían de nuevos caballeros legando sus bienes a la orden al incorporarse como miembros o mediante adquisiciones y compras.
Se trata de propiedades situadas en Oriente y en Occidente cuyos ingresos se destinan en gran parte al sostenimiento y la actividad de la Orden hospitalaria tanto dentro, inicialmente, como fuera de Tierra Santa, tras desaparecer los Estados cruzados orientales.
Una encomienda está bajo la responsabilidad de un comendador, él mismo bajo la dirección de un prior.

## Las encomiendas
Hay varios tipos de encomiendas:
- fortificaciones principalmente en el Oriente;
- xenodoquias, hospitales o albergues de acogida de peregrinos;
- casas con anexo, a menudo residencias de priores;
- encomiendas o miembros que sean inmuebles.

### Descripción de una encomienda
Una encomienda, como la de Coulommiers, era un conjunto de edificios destinados al aprovechamiento de recursos agropecuarios del entorno (agricultura y ganadería, fundamentalmente) y forestal (bosques), formados por terrenos agrícolas (campos, viñedos, prados, etc.) y estructurados como establecimientos oficiales (sala capitular, capilla, prisiones, granero del diezmo), comendaticios (residencia del comendador, dormitorios, antecámaras, letrinas, etc.), espacios de convivencia (cocina, refectorio y archivo), zonas comunes (hornos, talleres, molino, etc. y también pajarería con derecho a palomar) y de preservación y aprovechamiento de recursos (graneros, carreterías, cuadras, establos, pocilgas, etc.). 
Según las circunstancias, a menudo se presentan rodeadas de murallas con torres. Estas encomiendas no estaban originalmente fortificadas, aunque algunas de ellas dependían de circunstancias históricas o de donaciones.
Los ocupantes de la encomienda (priores, comendadores, bailíos y caballeros, sargentos, capellanes) al ser religiosos (monjes, laicos en general), están sujetos a una regla, a pesar del aspecto militar de su actividad. Estos complejos agropecuarios eran al mismo tiempo un centro de explotación y un convento.
En las rutas de peregrinación, varias de ellas incluían hospitales  para atender peregrinos o albergues de acogida de los peregrinos.

### Los orígenes de las encomiendas
Inicialmente fue Godofredo de Bouillón quien concedió, por los servicios prestados, a «monjes negros» del freyre Gerardo las primeras heredades: el caserío (pueblo fortificado) de Hessilia en Palestina y su fortaleza de Montboon en Brabante así como dos hornos comunes.
Posteriormente, las donaciones fueron numerosas. En Normandía, por ejemplo, la de Guillermo el Conquistador en 1060, con propiedades situadas en el bosque de Gouffrey en Dives. La orden recibió fuertes para garantizar la seguridad en las carreteras de Tierra Santa y plazas fuertes en Europa para garantizar sus ingresos.
En el siglo XIII la Orden de San Juan de Jerusalén en Francia estaba compuesta por unas 250 encomiendas que, con la devolución de los bienes de la Orden del Temple, llegaron a unas 604 a principios del siglo XVI. Las encomiendas eran suprimidas o agrupadas según el número de miembros. En vísperas de la Revolución eran 671, trece de las cuales eran protestantes.

### Gestión de las donaciones
Para gestionar todos estos bienes, los grandes maestres la confían a los caballeros «personas de mérito e integridad» que residían en la zona. En un principio, una heredad se llama praeceptoria y el responsable tiene el título de praeceptor o magister. En el siglo XIII, estos praeceptoriae  reciben el nombre de “encomiendas".
Cada encomienda pagaba los responsiones, contribuciones para el sostenimiento de la Orden de San Juan en sus empresas comunes con guarniciones, hospitales y posadas.  Estas aportanciones suponían cerca de una sexta parte de sus ingresos.

## Organización de las encomiendas

### Organización por prioratos
Las encomiendas se agruparon inicialmente en prioratos. En cada priorato había una «cámara prioral», cuyos ingresos se reservaban para el prior responsable de cada demarcación, y una encomienda magistral, también llamada «cámara magistral», cuyos ingresos estaban reservados para del gran maestre.

### Creación de las «lenguas»
Después de la pérdida de los Estados latinos de Oriente (1291), los sanjuanistas se establecieron primero en Chipre, luego en Rodas (1309) y en Malta (1530).
El nuevo gran maestro Guillaume de Villaret (1300-1305), mediante decreto capitular de 1301, reorganizó a los hospitalarios en “Lenguas". Este decreto fue confirmado en 1327 por el capítulo de Montpellier. Estos «lenguas» fueron originalmente siete: España, Provenza, Auvernia, Francia, Italia, Inglaterra y Alemania.
Esta reorganización se aplica después a las encomiendas,a modo de «provincias» sanjuanistas (entre el gran maestre y los priores).
En 1462, la lengua de España se dividió entre la lengua de Castilla (incluyendo a Castilla, León y Portugal) y la lengua de Aragón (incluyendo a Aragón, Cataluña y Navarra). En 1540 la lengua de Inglaterra se disolvió tras la conversión del reino al protestantismo.
En 1781, se creó una lengua anglo-bávara dentro de la cual se creó en enero de 1797 el Gran Priorato de Rusia, católico, seguido en octubre de 1797 de un segundo priorato de obediencia ortodoxa, autorizado por el zar Pablo I.